# Trolebús de Cherkesk
El trolebús de Cherkesk (en ruso: Черкесский троллейбус) es el sistema de trolebuses de la ciudad de Cherkesk, en la república de Karacháyevo-Cherkesia del sur de Rusia.
Los trolebuses son blancos con una franja azul en su zona inferior.

## Historia
El 19 de diciembre de 1988 se realizó la apertura del servicio de trolebús en la ciudad. Ya en 1990, el trolebús casi se acercaba en popularidad al autobús (durante el año, 14,5 millones de personas fueron transportadas en autobús y 14,3 millones en trolebús).
En 1998 se abrió una nueva línea de trolebús a lo largo de la calle Balajonov, de la calle Kavkázskaya a la estación. Se pusieron en marcha las líneas 5 y 6.
En marzo de 2002 se inauguró una nueva línea de trolebús a lo largo de las calle Demidenko y Kavkazskaya, desde la avenida Lenin a la calle Gutiakulova. Se pusieron en marcha las líneas 7, 8 y 8A.
En 2005, el trolebús estaba por delante del autobús en el tráfico de pasajeros (13,8 millones de personas fueron transportadas en trolebuses durante el año y 6,2 millones en autobuses).
El 24 de febrero de 2010 11 nuevos trolebuses entraron en ruta (43-53) y el 7 de septiembre del mismo año 16 nuevos trolebuses entraron en las rutas (54-69). El 1 de febrero de 2011 la tarifa era de 11 rublos.
En septiembre de 2013 se lanzó la línea experimental 7a, duplica la 7, solo que pasa por la avenida Lenin, como la 3 y la 6, y el 7 de diciembre del mismo año, con el número 70 entró en funcionamiento un nuevo trolebús ZiU-682G-016.05, equipado con una unidad de control electrónico Selena, un informador de parada, puertas correderas giratorias e iluminación interior fluorescente.
En agosto de 2018 se introdujo la posibilidad de pagar los viajes sin efectivo. A partir del 15 de octubre de 2020, está en vigor una tarifa diferenciada: la tarifa es de 19 rublos cuando se paga en efectivo y de 17 rublos cuando se paga mediante transferencia bancaria.
Desde el 30 de mayo de 2022 se combinan las rutas 1 y 2. La ruta número 1 actualizada sigue la ruta Pansionat "Solnechny"-calle Parkovaya-Avenida Lenin-Mercado (calle Kavkázskaya)-Planta química (Dispensario de resonancia). La ruta 2 ha sido cancelada.

## Líneas
| Número | Ruta |
| ------ | --- |
| 1      | Pansionat "Solnechni" -Oktiábrskaya ulitsa - Parkóvaya ulitsa - Avenida Lenin - Mercado- Oktiábrskaya ulitsa - Planta química                                                            |
| N.º 2  | Pansionat "Solnechni" -Oktiábrskaya ulitsa - Parkóvaya ulitsa - Avenida Lenin — Mercado                                                                                                  |
| N.º 3  | Pansionat "Solnechni" - Avenida Lenin — Mercado |
| N.º 4  | Parkóvaya ulitsa - Avenida Lenin - Mercado- Oktiábrskaya ulitsa - Gutiakúlova ulitsa - Demidenko ulitsa — Kaskad                                                                         |
| N.º 5  | Pansionat "Solnechni" - Oktiábrskaya ulitsa - Parkóvaya ulitsa - Avenida Lenin - Mercado- Oktiábrskaya ulitsa— Estación                                                                  |
| N.º 6  | Pansionat "Solnechni" - Avenida Lenin — Mercado- Oktiábrskaya ulitsa — Estación de Cherkesk                                                                                              |
| N.º 7  | Pansionat "Solnechni" - Parkóvaya ulitsa - Avenida Lenin - Demidenko ulitsa — Kaskad |
| N.º 7а | Pansionat "Solnechni" - Avenida Lenin - Demidenko ulitsa - Kaskad |
| N.º 8  | Pansionat "Solnechni" — Avenida Lenin - Mercado- Oktiábrskaya ulitsa - Gutiakúlova ulitsa — Demidenko ulitsa — Kaskad- Demidenko ulitsa - пр. Ленина - Pansionat "Solnechni" (кольцевой) |
| N.º 8а | Pansionat "Solnechni" - Avenida Lenin — улица Демиденко - Kaskad- улица Демиденко - улица Гутякулова — Oktiábrskaya ulitsa - Mercado- Avenida Lenin — Pansionat "Solnechni" (кольцевой)  |

## Proyectos
Había proyectos para la construcción de varias líneas de trolebuses:
1) por la calle Oktiábrskaya, desde calle Kavkázskaya a calle Dovator.
2) al aúl de Psizh.
3) a la ciudad de Ust-Dzhegutá, concretamente al microdistrito de Moskovsky (sovjoz "Yuzhny").
También había planes para construir una línea de trolebús a la ciudad de Karacháyevsk y al pueblo de Chapáyevskoye. Hasta la fecha, los proyectos han estado congelados debido a problemas financieros.

## Flota
A principios de 2010 llegaron 11 trolebuses ZiU-682G-016.05 (números 43 a 53). A principios de julio de 2010 llegaron otros 16 ZiU-682G-016.05 (de 53 a 69). Septiembre de 2013 llegó otro ZiU-682G-016.05 (70)
El depósito se halla en el sur de la ciudad, avenida Lenin, 403. Hay salas de control en las estaciones Parkovaya, Kaskad y pansionat "Solnechni".